# WrestleMania IV
WrestleMania IV war das vierte jährliche WrestleMania-Profiwrestling-Pay-per-View (PPV)-Event, das von der World Wrestling Federation (WWF, jetzt WWE) produziert wurde. Die Veranstaltung fand am 27. März 1988 in der Boardwalk Hall (beworben als Trump Plaza) in Atlantic City, New Jersey, statt. Nach offiziellen Angaben betrug die Zuschauerzahl vor Ort 19.199.
Der Hauptkampf war das Finale eines eintägigen 14-Mann-Einzel-Eliminierungs-Turniers um die WWF World Heavyweight Championship, bei dem Macho Man Randy Savage "The Million Dollar Man" Ted DiBiase besiegte, um den vakanten Titel zu gewinnen. Dies markierte die erste WrestleMania, bei dem Hulk Hogan – in den 1980er Jahren als größter Star der WWF angesehen – nicht als Wrestler am Main Event teilnahm (obwohl er in der Ecke von Savage am Ring war).

## Hintergrund
Mit insgesamt 14 Teilnehmern und der Möglichkeit zu alleine 13 Matches innerhalb des Turniers hatte die Veranstaltung einen straffen Zeitplan. Hinzu kam noch eine Battle Royal, ein Single-Match, ein Six-Man-Tag-Team-Match sowie zwei Titelmatches, einmal um die WWF Intercontinental Championship und eines um die WWF Tag Team Championship. Die Show bestand schließlich nach zwei Freilosen aus insgesamt 16 professionellen Wrestlingkämpfen. Diese resultieren aus geskripteten Storylines, in denen Wrestler Bösewichte, Helden oder wechselnde Charaktere darstellten, die Spannung aufbauten und in einem Wrestling-Match oder einer Reihe von Matches gipfelten, deren Ergebnisse von den Autoren des WWF vorgegeben wurden.
WrestleMania gilt als das Flaggschiff-Pay-per-View (PPV)-Event der World Wrestling Federation (WWF, jetzt WWE) und wurde erstmals 1985 ausgetragen. Es findet jährlich zwischen Mitte März und Mitte April statt. WrestleMania IV sollte am 27. März 1988 in der Historic Atlantic City Convention Hall in Atlantic City, New Jersey, stattfinden. Dieses Ereignis wurde als im Trump Plaza Hotel and Casino beworben, fand jedoch auf der gegenüberliegenden Straßenseite in der Boardwalk Hall (zu dieser Zeit die Historic Atlantic City Convention Hall) statt. Donald Trump nutzte die Veranstaltung, um für seine Immobilien zu werben, und obwohl er nur ein Zuschauer war, wurde er in der Übertragung hervorgehoben. Dies hatte den Hintergrund, das Trump als Hauptsponsor der Veranstaltung auftrat.
Die Veranstaltung wurde über CCTV (Closed-Circuit Television) an 175.000 Haushalte und auch per PPV übertragen.

### Storyline zum Turnier

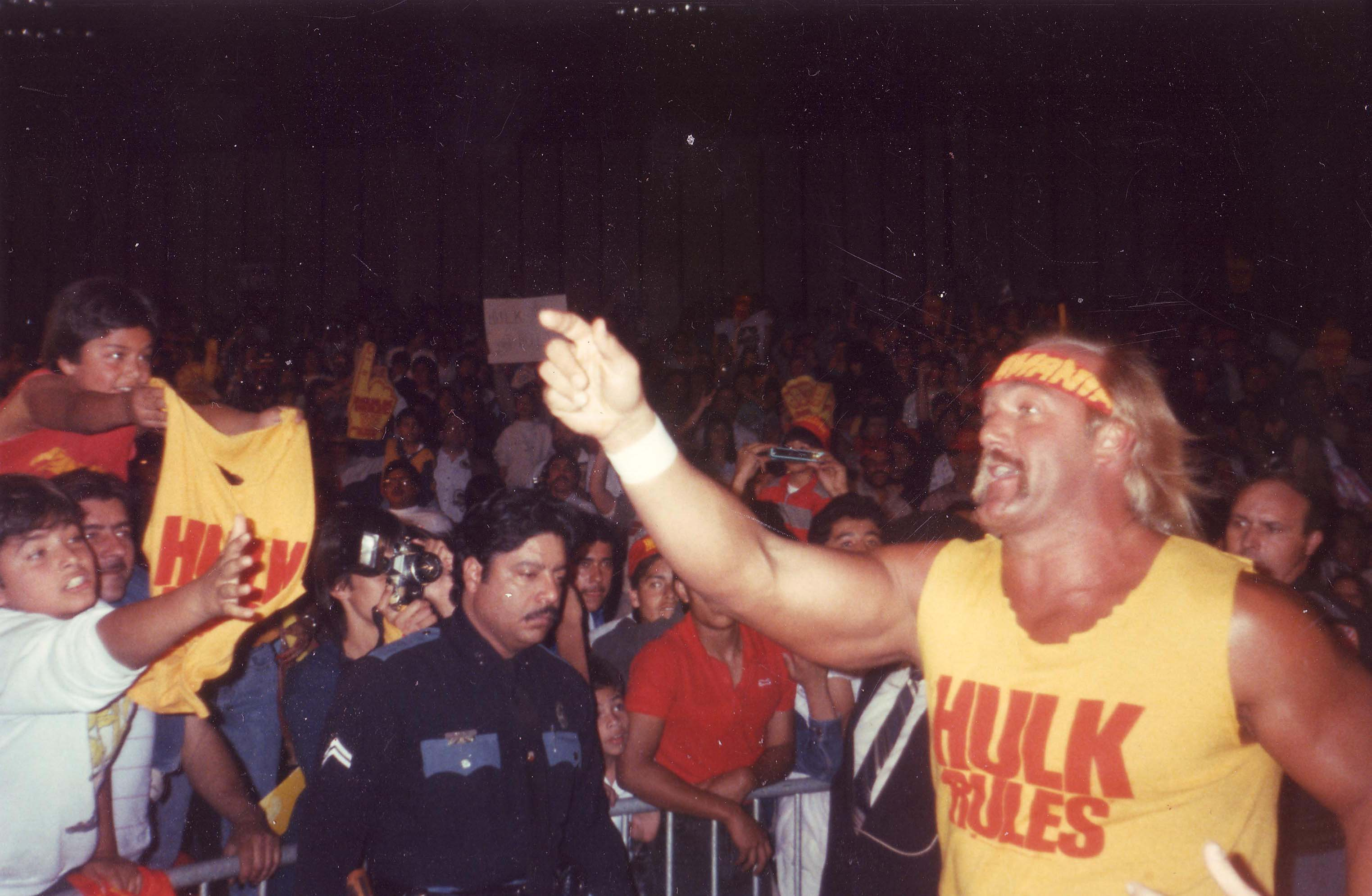
Hulk Hogans Fehde gegen André the Giant wurde bei Wrestlemania IV fortgesetzt

Ein Großteil der Werbung für das Ereignis konzentrierte sich auf die fortgesetzte Rivalität zwischen André the Giant und Hulk Hogan, die sich im Hauptkampf der vorherigen Ausgabe gegenüberstanden. Zu dieser Zeit war André the Giant ein Heel, der auf den Erfolg von Hulk Hogan neidisch war. Bei WrestleMania III traten die beiden im Hauptkampf des Abends gegeneinander an und Hogan verteidigte seinen Titel.
Die Rivalität der beiden setzte sich über die Survivor Series 1987 fort, bei der Andrés Team Hogans Team besiegen durfte. Kurz darauf attackierte André Hogan erneut. Kurz darauf bot „The Million Dollar Man“ Ted DiBiase Hogan Geld für den Titel, was dieser natürlich ablehnte. Nach einigen Matches, die Hogan immer für sich entscheiden konnte, heuerte Ted DiBiase André the Giant an, um den Titel für ihn zu gewinnen. Das Match zwischen den beiden fand bei dem Fernsehspecial WWF The Main Event im Februar 1988 statt. Das Rückmatch des Hauptkampfes von WrestleMania III konnte André für sich entscheiden. Jedoch hatte DiBiase ein Double des Schiedsrichters Dave Hebner engagiert, der trotz der erhobenen Schulter den Pinfall gegen Hogan durchzählte. Dies war die Einführung von Earl Hebner, dem Zwillingsbruder von Dave Hebner. Die Ähnlichkeit wurde zunächst jedoch durch plastische Chirurgie erklärt. Im Anschluss kaufte DiBiase André den Titel ab. Als Präsident Jack Tunney dies erfuhr, erklärte er den Titel für vakant und setzte das 14-Mann-Turnier für WrestleMania IV an. André und Hogan erhielten Freilose für die erste Runde des Turniers.
Im Anschluss freundete sich Hulk Hogan mit seinem einstigen Rivalen „Macho Man“ Randy Savage an. Dies ging einher mit einem Faceturn von Randy Savage. Hogan griff ein, als Savage von The Honky Tonk Man und the Hart Foundation angegriffen wurde und kurz vor Wrestlemania IV als Ted Dibiase, André und Virgil ihn erneut attackierten.

### Weitere Storylines
Brutus Beefcake wurde nach WrestleMania III ebenfalls ein Face und hatte eine Fehde mit seinem alten Tag-Team-Partner Greg Valentine. Für seinen ersten großen Push durfte er gegen The Honky Tonk Man um die WWF Intercontinental Championship antreten. Da Beefcake zu jener Zeit das Image eines Friseurs hatte und The Honky Tonk Man stolz auf seine Elvis-Tolle war, kündigte er an, dessen Frisur abzuschneiden.
The Ultimate Warrior debütierte im Herbst 1987 und war zu jener Zeit einer der aufstrebenden Stars der WWF. Seine allererste Storyline hatte er gegen Hercules. beide fehdeten darüber, wer der stärkere Mann sei. Um die Fehde anzuheizen, attackierte Hercules den Warrior im Vorfeld mit seinen schweren Eisenketten, bis die beiden getrennt wurden. Dies führte zu einer Art Seilziehen mit der Kette, die dabei auseinanderriss.
Das Sechs-Mann-Tag-Team-Match resultierte aus einer Fehde zwischen dem Tag-Team The Islanders (Haku und Tama) mit The British Bulldogs (Davey Boy Smith und Dynamite Kid). The Islanders, die von Bobby Heenan gemanagt wurden, entführten Mathilda, eine Bulldogge, die das Tag-Team als Maskottchen mit sich führte. Gleichzeitig machte sich Heenan über Koko B. Wares Papagei Franky lustig.
Demolition, bestehend aus Ax und Smash, erhielten ihren ersten Push im Herbst 1987 und besiegten im Anschluss fast alle namhaften Tag-Teams. Dementsprechend attackierten sie die Champions Strike Force (Tito Santana und Rick Martel) und erhielten ein Titelmatch um die WWF Tag Team Championship.

## Hauptshow

### Produktionsmitglieder
| Position     | Person                | Anmerkung    |
| ------------ | --------------------- | ------------ |
| Kommentator  | Gorilla Monsoon       |              |
| Kommentator  | Jesse Ventura         |              |
| Kommentator  | Bob Uecker            | Battle Royal |
| Interviewer  | „Mean Gene“ Okerlund  |              |
| Interviewer  | Craig DeGeorge        |              |
| Ringrichter  | Dave Hebner           |              |
| Ringrichter  | Earl Hebner           |              |
| Ringrichter  | Jack Kruger           |              |
| Ringrichter  | Jimmy Korderas        |              |
| Ringrichter  | Joey Marella          |              |
| Ringsprecher | Howard „Howie“ Finkel |              |
| Zeitnehmerin | Vanna White           | Main Event   |
| Support      | Robin Leach           |              |
| Gastsängerin | Gladys Knight         |              |
| Stargäste    | Donald Trump          |              |
| Stargäste    | Sugar Ray Leonard     |              |

### Ablauf

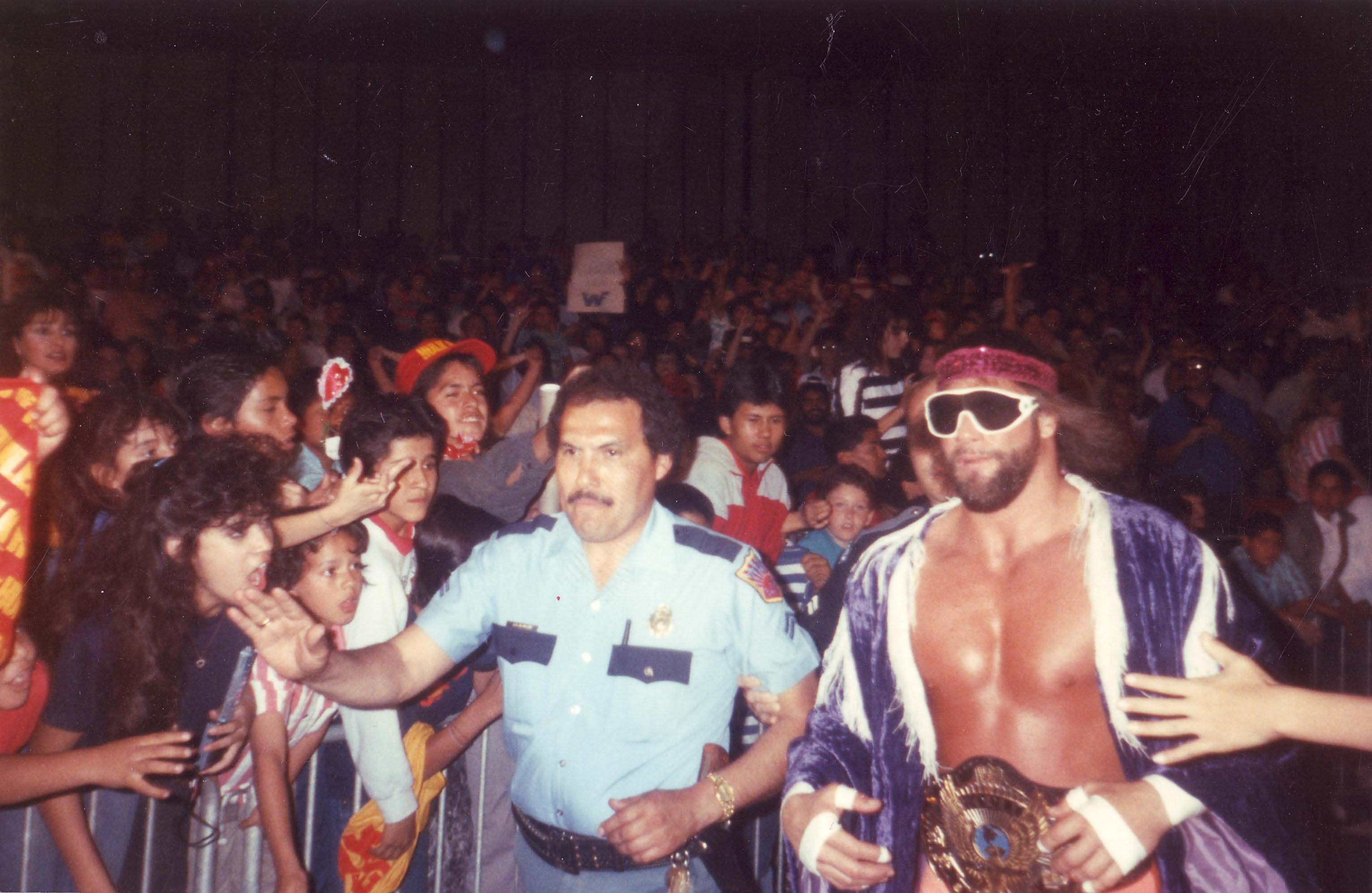
Macho Man Randy Savage gewann das Turnier

Wie die meisten WrestleManias begann der Abend mit dem Singen des US-amerikanischen patriotischen Liedes America the Beautiful, eine der inoffiziellen Nationalhymnen der Vereinigten Staaten. Als Gastsängerin wurde die Soullegende Gladys Knight verpflichtet.
Als erstes fand eine Zwanzig-Mann-Battle-Royal statt, bei der eine Trophäe ausgelobt wurde. Die Teilnehmer waren B. Brian Blair, Boris Zhukov, Bret Hart, Danny Davis, George Steele, Hillbilly Jim, Jacques Rougeau, Jim Brunzell, Jim Neidhart, Jim Powers, Ken Patera, King Harley Race, Nikolai Volkoff, Paul Roma, Raymond Rougeau, Ron Bass, Sam Houston, Sika, The Junkyard Dog und Bad News Brown. Das Finish fand zwischen Bad News Brown, Bret Hart, Paul Roma, Harley Race, Jacques Rougeau und Junkyard Dog statt. Bad News Brown und Bret Hart arbeiteten zusammen und als die beiden als letztes im Ring waren, tat Hart so, als würde er die Trophäe mit ihm teilen wollen. Doch Bad News Brown attackierte ihn heimtückisch und eliminierte ihn anschließend. Als er seinen Sieg feierte, wurde er von Bret Hart und Jim Neidhart attackiert und mit der Trophäe niedergeschlagen, die sie danach zerstörten. Dies war der Beginn eines Faceturns von Bret Hart.
Die nächsten Matches waren Runde eins des Turniers. Robin Leach, Moderatorin der Reality-TV-Show Lifestyles of the Rich and Famous erklärte vor dem Start, wie das Turnier zusammen gesetzt wurde und warum André the Giant und Hulk Hogan ein Freilos erhielten. Es folgten sie sechs Matches der ersten Runde. "The Million Dollar Man" Ted DiBiase (mit Leibwächter Virgil und André the Giant) besiegte "Hacksaw" Jim Duggan. "The Rock" Don Muraco (mit Superstar Billy Graham) besiegte Dino Bravo (mit Frenchy Martin) per Disqualifikation, da Bravo den Schiedsrichter vor sich zog, um nicht von Muraco getroffen zu werden.
"Macho Man" Randy Savage (mit Miss Elizabeth) besiegt „The Natural“ Butch Reed (mit Slick), Greg "The Hammer" Valentine (mit "The Mouth of the South" Jimmy Hart) besiegte Ricky "The Dragon" Steamboat, One Man Gang (mit Slick) besiegte Bam Bam Bigelow (mit Oliver Humperdink). das längste Match zwischen "Ravishing" Rick Rude (mit Bobby "The Brain" Heenan) und Jake "The Snake" Roberts endete in einem Unentschieden, da die 15 Minuten des Zeitlimits überschritten wurden. Damit kam One Man Gang automatisch ins Halbfinale.
Es folgte das Match zwischen The Ultimate Warrior und Hercules. Für den Warrior war es das PPV-Debüt. Er konnte das Match gewinnen, als beide ohnmächtig im Ring lagen und sich gegenseitig pinnten. Der Schiedsrichter zählte beide an und der Warrior bekam in der letzten Sekunde seine Schulter hoch.
Es folgten die drei Matches des Viertelfinale. Hulk Hogans Kampf zwischen André the Giant endete in einer Doppel-Disqualifikation, nachdem beide Männer sich gegenseitig mit einem Stuhl geschlagen hatten. Es folgte ein weiterer BodySlam an André the Giant von Hulk Hogan, ein Highlight des ersten matches der beiden. Mit der Disqualifikation erhielt der Sieger des Matches Ted DiBiase gegen Don Muraco ein Freilos für das Halbfinale.
Im zweiten Viertelfinale sicherte sich Ted DiBiase mit einem Sieg über Don Muraco das Finale. Im Anschluss besiegte Randy Savage Greg Valentine.
Zwei weitere Matches unterbrachen nun das Turnier. Brutus Beefcake kämpfte in einem WWF Intercontinental Titelmatch gegen Titelträger Honky Tonk Man. Als Beefcake seinen Finishing-Move, einen Sleeper Hold ansetzte, betrat Jimmy Hart den Ring und schlug den Schiedsrichter mit seinem Megaphon KO. Damit gewann Beefcake per Disqualifikation und der Titel blieb beim Honky Tonk Man. Im Anschluss schnitt Beefcake die Haare von Jimmy Hart.
Im Anschluss folgte das Match zwischen The Islanders (Haku und Tama) mit Manager Bobby Heenan gegen The British Bulldogs (Davey Boy Smith und Dynamite Kid) und Koko B. Ware Heenan, als Nicht-Wrestler hatte nur einige wenige Momente im Match, durfte aber das Finish ausführen, als er während des Ringchaos von den Islanders auf den ohnmächtigen Koko B. Ware geworfen wurde und damit den Pinfall erreichte. Damit endete die Fehde mit einem Sieg der Heels.
Das einzige Halbfinalmatch zwischen One Man Gang gegen Randy Savage war ein Härtetest für Savage, der in den 4:05 Minuten viel einstecken musste und am Schluss mit dem Spazierstock von Slick niedergeschlagen wurde. Dafür wurde One Man Gang disqualifiziert und Savage kam ins Finale.
Es folgte das Tag-Team-Titelmatch zwischen den Champions Strike Force (Tito Santana und Rick Martel) gegen Demolition (Ax und Smash). In diesem Match wurden Demolition mit Unterstützung von Mr. Fuji erstmals Titelträger.
Der Main Event des Abends war dann das Turnierfinale, bei dem Savage gegen DiBiase antreten durfte. DiBiase, der weniger Kämpfe hatte, wirkte wesentlich fitter und dominierte einen Großteil des Matches. Als Savage jedoch die Oberhand gewann, griff André the Giant in das Match ein und DiBiase nahm Savage in seinen Finishing move. Miss Elizabeth brachte schließlich Hulk Hogan zum Ring, der DiBiase mit einem Stuhl niederschlug, als der Ringrichter abgelenkt war. Danach setzte Savage seinen Elbow Drop und besiegte so Ted DiBiase und wurde erstmals WWF World Heavyweight Champion. Das Trio Savage, Elizabeth und Hogan feierten im Anschluss im Ring.

## Matchübersicht

### Turnierplan
|  | Erste Runde     | Erste Runde |                |              | Viertelfinale   | Viertelfinale |  |  | Halbfinale | Halbfinale |  |  | Finale | Finale |
|  |                 |             |                |              |                 |               |  |  |            |            |  |  |        |        |
|  |                 |             |                |              |                 |               |  |  |            |            |  |  |        |        |
|  | Freilos         |             |                |              |                 |               |  |  |            |            |  |  |        |        |
|  | Freilos         |             |                |              |                 |               |  |  |            |            |  |  |        |        |
|  | Hulk Hogan      | 5:52        |                |              |                 |               |  |  |            |            |  |  |        |        |
|  | Hulk Hogan      | 5:52        |                |              |                 |               |  |  |            |            |  |  |        |        |
|  |                 |             |                |              | André the Giant | DDQ           |  |  |            |            |  |  |        |        |
|  | Freilos         |             |                |              | André the Giant | DDQ           |  |  |            |            |  |  |        |        |
|  |                 |             |                |              |                 |               |  |  |            |            |  |  |        |        |
|  | Freilos         |             |                |              |                 |               |  |  |            |            |  |  |        |        |
|  | Freilos         |             |                |              |                 |               |  |  |            |            |  |  |        |        |
|  |                 |             |                |              |                 |               |  |  |            |            |  |  |        |        |
|  |                 |             |                | Ted DiBiase  |                 |               |  |  |            |            |  |  |        |        |
|  | Jim Duggan      | 5:02        |                |              |                 |               |  |  |            |            |  |  |        |        |
|  | Jim Duggan      | 5:02        |                |              |                 |               |  |  |            |            |  |  |        |        |
|  | Ted DiBiase     | Pin         |                |              |                 |               |  |  |            |            |  |  |        |        |
|  | Ted DiBiase     | Pin         | Ted DiBiase    | Pin          |                 |               |  |  |            |            |  |  |        |        |
|  |                 |             | Ted DiBiase    | Pin          |                 |               |  |  |            |            |  |  |        |        |
|  |                 |             |                |              | Don Muraco      | 5:35          |  |  |            |            |  |  |        |        |
|  | Don Muraco      | DQ          |                |              | Don Muraco      | 5:35          |  |  |            |            |  |  |        |        |
|  | Don Muraco      | DQ          |                |              |                 |               |  |  |            |            |  |  |        |        |
|  | Dino Bravo      | 4:53        |                |              |                 |               |  |  |            |            |  |  |        |        |
|  | Dino Bravo      | 4:53        | Ted DiBiase    | 9:27         |                 |               |  |  |            |            |  |  |        |        |
|  |                 |             | Ted DiBiase    | 9:27         |                 |               |  |  |            |            |  |  |        |        |
|  |                 |             |                | Randy Savage | Pin             |               |  |  |            |            |  |  |        |        |
|  | Ricky Steamboat | 9:12        |                | Randy Savage | Pin             |               |  |  |            |            |  |  |        |        |
|  | Ricky Steamboat | 9:12        |                |              |                 |               |  |  |            |            |  |  |        |        |
|  | Greg Valentine  | Pin         |                |              |                 |               |  |  |            |            |  |  |        |        |
|  | Greg Valentine  | Pin         | Greg Valentine | 6:07         |                 |               |  |  |            |            |  |  |        |        |
|  |                 |             | Greg Valentine | 6:07         |                 |               |  |  |            |            |  |  |        |        |
|  |                 |             |                |              | Randy Savage    | Pin           |  |  |            |            |  |  |        |        |
|  | Randy Savage    | Pin         |                |              | Randy Savage    | Pin           |  |  |            |            |  |  |        |        |
|  | Randy Savage    | Pin         |                |              |                 |               |  |  |            |            |  |  |        |        |
|  | Butch Reed      | 4:09        |                |              |                 |               |  |  |            |            |  |  |        |        |
|  | Butch Reed      | 4:09        | Randy Savage   | DQ           |                 |               |  |  |            |            |  |  |        |        |
|  |                 |             | Randy Savage   | DQ           |                 |               |  |  |            |            |  |  |        |        |
|  |                 |             |                | One Man Gang | 4:05            |               |  |  |            |            |  |  |        |        |
|  | Bam Bam Bigelow | 2:56        |                | One Man Gang | 4:05            |               |  |  |            |            |  |  |        |        |
|  | Bam Bam Bigelow | 2:56        |                |              |                 |               |  |  |            |            |  |  |        |        |
|  | One Man Gang    | CO          |                |              |                 |               |  |  |            |            |  |  |        |        |
|  | One Man Gang    | CO          | One Man Gang   |              |                 |               |  |  |            |            |  |  |        |        |
|  |                 |             |                |              |                 |               |  |  |            |            |  |  |        |        |
|  |                 |             |                |              | Freilos         |               |  |  |            |            |  |  |        |        |
|  | Jake Roberts    | 15:00       |                |              |                 |               |  |  |            |            |  |  |        |        |
|  | Jake Roberts    | 15:00       |                |              |                 |               |  |  |            |            |  |  |        |        |
|  | Rick Rude       | Zeitlimit   |                |              |                 |               |  |  |            |            |  |  |        |        |

### Tabelle
| Machart                                                |                                            | Ergebnis                   | | Zeit und Anmerkungen                                                                 |
| ------------------------------------------------------ | ------------------------------------------ | -------------------------- | --- | ------------------------------------------------------------------------------------ |
| Battle Royal                                           | Bad News Brown                             | bes.                       | B. Brian Blair, Boris Zhukov, Bret Hart, Danny Davis, George Steele, Hillbilly Jim, Jacques Rougeau, Jim Brunzell, Jim Neidhart, Jim Powers, Ken Patera, King Harley Race, Nikolai Volkoff, Paul Roma, Raymond Rougeau, Ron Bass, Sam Houston, Sika, The Junkyard Dog | 10:40                                                                                |
| WWF World Heavyweight Title Tournament (Erste Runde)   | Ted DiBiase                                | bes.                       | Jim Duggan | 4:54                                                                                 |
| WWF World Heavyweight Title Tournament (Erste Runde)   | Don Muraco                                 | bes.                       | Dino Bravo | 4:53                                                                                 |
| WWF World Heavyweight Title Tournament (Erste Runde)   | Greg Valentine                             | bes.                       | Ricky Steamboat | 9:12                                                                                 |
| WWF World Heavyweight Title Tournament (Erste Runde)   | Randy Savage                               | bes.                       | Butch Reed | 5:07                                                                                 |
| WWF World Heavyweight Title Tournament (Erste Runde)   | The One Man Gang                           | bes.                       | Bam Bam Bigelow | 2:56                                                                                 |
| WWF World Heavyweight Title Tournament (Erste Runde)   | Jake Roberts vs. Rick Rude                 | Unentschieden (Time Limit) | | 15:00 - The One Man Gang wurde als Konsequenz sofort für das Halbfinale qualifiziert |
| Singles Match                                          | The Ultimate Warrior                       | bes.                       | Hercules | 4:29                                                                                 |
| WWF World Heavyweight Title Tournament (Viertelfinale) | Andre The Giant vs. Hulk Hogan             | Unentschieden (Double DQ)  | | 5:22 - Ted DiBiase wurde als Konsequenz sofort für das Finale qualifiziert           |
| WWF World Heavyweight Title Tournament (Viertelfinale) | Ted DiBiase                                | bes.                       | Don Muraco | 5:44                                                                                 |
| WWF World Heavyweight Title Tournament (Viertelfinale) | Randy Savage                               | bes.                       | Greg Valentine | 6:06                                                                                 |
| WWF Intercontinental Title Match                       | Brutus Beefcake                            | bes.                       | The Honky Tonk Man (c) | 6:30 - Sieg durch DQ (Kein Titelwechsel)                                             |
| Six Man Tag Team Match                                 | Bobby Heenan & The Islanders (Haku & Tama) | bes.                       | Koko B. Ware & The British Bulldogs (Davey Boy Smith & The Dynamite Kid) | 7:30                                                                                 |
| WWF World Heavyweight Title Tournament (Halbfinale)    | Randy Savage                               | bes.                       | The One Man Gang | 4:05                                                                                 |
| WWF World Tag Team Title Match                         | Demolition (Ax & Smash) (mit Mr. Fuji)     | bes.                       | Strike Force (c) | 12:33 - TITELWECHSEL !!!                                                             |
| WWF World Heavyweight Title Tournament (Finale)        | Randy Savage                               | bes.                       | Ted DiBiase (mit André The Giant) | 9:27 - TITELWECHSEL !!!                                                              |

## Rezeption
Die Zuschauerzahl war mit 19.199 zahlenden Zuschauern und einem Reinerlös von 1.400.000 US-Dollar deutlich niedriger als die Zahlen des Vorjahres, wo nach Angaben der WWF 93.173 Zuschauer vor Ort waren. Auch die Kaufrate des PPVs waren mit 6.5 deutlich niedriger als im Vergleich zum Vorjahr (8.0). Die Veranstaltung war jedoch dennoch ein Erfolg, denn zeitgleich fand Clash of the Champions statt, eine Konkurrenzveranstaltung von Jim Crockett Promotions mit Sting und Ric Flair im Main Event. Da erhielt WrestleMania die besseren Ratings und war für lange Zeit die letzte Show, bei der sich zwei Promotions gegenseitig in Konkurrenz gingen. Dies läutete den Untergang von JCP ein und führte zum Kauf durch Ted Turner, der ein Jahr später World Championship Wrestling (WCW) an den Start brachte.
Die Kritiken waren gemischt bis schlecht. Vielen Fans und Kritikern gefiel das Turnierformat nicht, da die Kämpfe dadurch recht kurz und technisch wenig anspruchsvoll erschienen.
WrestleMania IV wurde auf VHS veröffentlicht und ist die einzige Show, die wegen der Lauflänge von vier Stunden auf zwei VHS-Kassetten aufgeteilt werden musste.

## Weiterführungen der Storylines
Die Zusammenarbeit von Hogan und Savage führte zur Formierung der Mega Powers. Er läutete außerdem Hogans Übergang in die Filmindustrie ein, da er kurze Zeit pausierte, um Der Hammer (1989) zu drehen. Die Fehde mit André ruhte bis zum SummerSlam 1988. André the Giant, der gesundheitlich deutlich angeschlagen war, begann stattdessen ein Programm mit „Hacksaw“ Jim Duggan.
Jake Roberts und Rick Rude begannen nach ihrem Zeitlimit-Match eine Fehde miteinander, in die auch Jake Roberts Frau Cheryl miteinbezogen wurde. Honky Tonk Man hielt seinen Intercontinental-Titel bis zum SummerSlam 1988, wo er ihn gegen The Ultimate Warrior verlor. Dieser beendete vorher seine Fehde mit Hercules durch ein Chain-Match, in dem beide aneinander gekettet waren.
Demolition hielten die Tag-team-Titel 478 Tage, ein sehr langer Rekord, der erst 2015 von The New Day eingestellt wurde, die die Titel 483 Tage halten durften. Dieser Rekord wurde 2022 dann von The Usos eingestellt. Strike Force, die vorherigen Champions zerstritten sich und beide starteten nach einer Fehde gegeneinander Solokarrieren.
Bret Hart startete eine Solokarriere und einen ersten Run als Face, kehrte jedoch als Tag Team Wrestler nach der Fehde gegen Bad News Brown zurück. The Hart Foundation gewann noch einmal die WWF Tag Team-Titel, bevor Bret Hart zusammen mit seinem Konkurrenten und Intimfeind Shawn Michaels das Gesicht der Next Generation wurde.